# Georgi Kalajdschiew
Georgi Kalajdschiew (bulgarisch Георги Калайджиев; * 30. Januar 1947 in Sliwen, Volksrepublik Bulgarien) ist ein bulgarischer Violinist, Komponist und Musikpädagoge, der in Deutschland lebt und wirkt.

## Biografie
Schon im Alter von vier Jahren erhielt Kalajdschiew seine erste Geige von seinem Vater. Nach seinem Schulabschluss studierte er mithilfe eines städtischen Stipendiums am Staatskonservatorium in Sofia. Es folgte eine zweijährige Spezialisierung auf Kammermusik bei Vilmos Tátrai an der Franz-Liszt-Musikakademie in Budapest. Mit 26 Jahren wurde er Konzertmeister der „Sofioter Solisten“ und tourte weltweit, einschließlich Auftritten in der Royal Albert Hall in London, der Carnegie Hall in New York und dem Opera House in Sydney. Zudem arbeitete Kalajdschiew mit dem deutschen Liedermacher Frederik Vahle, dem britischen Violinisten Nigel Kennedy und dem italienischen Filmkomponisten Ennio Morricone zusammen, der ihm eine eigene Komposition widmete.
Seit 1993 lebt er in Deutschland. Kalajdschiew war Mitglied der Gießener Philharmoniker und gründete die Kammermusikformation „Studio Konzertante“. Kalaidjiev ist mit der Sozialpsychologin Maria Hauschild liiert und lebt im mittelhessischen Annerod.

## Projekt „Musik statt Straße“
Bei einem Besuch seiner Heimatstadt im Jahr 2006 gründete Kalajdschiew das Projekt „Musik statt Straße“. Es zielt darauf ab, Roma-Kindern im Armenviertel Nedeshda in Sliwen, in dem er geboren wurde, eine Zukunft durch klassische Musikausbildung zu ermöglichen. Finanziert wird das Projekt ausschließlich durch Spenden und Benefizkonzerte des von Kalaidjiew gegründeten multikulturellen Orchesters der Universitätsstadt Gießen. Bereits mehrere Kinder des Projekts haben es an Musikgymnasien in Bulgarien geschafft.

## Auszeichnungen
- 2014: Ehrenbürger der Stadt Sliwen[3]
- 2019: Dobri-Tschintulow-Preis für seine hohen künstlerischen Leistungen und seinen Beitrag zur kulturellen Entwicklung von Sliwen und der bulgarischen Kultur.[12]

## Diskografie
- 2015: Lilo Lausch Läuft Leise (mit Frederik Vahle)
- 2018: Alles Ist Schwingung, Alles Ist Klang (mit Frederik Vahle)